# Vahandujt Yereghian
Vahandujt Yereghian  en armenio Վահանդուխտ Երեղյան (Ereván, 18 de mayo de 1945) es una arquitecta armenia.

## Biografía
En 1969 egresó del Instituto Politécnico de Ereván. En 1974 comenzó a trabajar en la compañía “Hay-bed-najaguidz” (‘Proyecto-estatal-armenio’) como arquitecta, y luego, como arquitecta principal de proyectos. Desde 2006 da clases en la Universidad Mashtotz. Participa activamente de exposiciones y eventos comunitarios.

## Trayectoria

### Proyectos
- 1975: Coautora del centro de restablecimiento de salud en Gagra
- Estacionamiento para 150 autos en Kirovakán. 1984
- Desarrollo urbano de la ciudad de Baghramian. 1986. Coautora.
- Microrregión N.º 2 de Baghramian. 1987
- Ciudad Abovyan, plano principal para el desarrollo urbano de las microrregiones 4 y 5. 1979-2000
- Reconstrucción y realización del colegio N.º 1 de Vanadzor y de su espacio deportivo (1999-2004)
- Plano principal del conjunto administrativo-gubernamental del Ministerio de Defensa; construcciones y formas arquitectónicas pequeñas. 2000.
- Estacionamiento de varios pisos subterráneos para 2000 autos, en la ciudad de Abovyan. 1980
- Aeropuerto para 100 viajeros en Gorís.

### Concursos
- Proyecto del teatro Gastrol, Estocolmo. 1983
- Creación de medallas y órdenes de la República de Armenia. 1994
- Concurso de proyecto de la Asamblea Nacional de la República de Armenia (elegido entre los 5 mejores, obteniendo premio estímulo). 1996
- Proyecto de diploma del Museo de Historia de Ereván. 1969. En Moscú recibió el premio de 2º orden.

## Reconocimientos
- Reconocimiento de la Unión, al joven arquitecto. Premio 2º orden, Moscú, 1980
- Premios estatales de la República de Armenia. 2009. Por el nuevo centro administrativo del ministerio de Defensa.[2]
- Miembro de la Unión de Arquitectos de Armenia.
- Ganadora del Premio Estatal de la República de Armenia 2009.